# Dernières nouvelles du Sud
Dernières Nouvelles du sud (Últimas noticias del Sur en espagnol) est un livre écrit par l'écrivain chilien Luis Sepúlveda et illustré par le photographe franco-argentin Daniel Mordzinski, paru en 2012. C'est un récit de voyage sur un voyage effectué en Patagonie par les auteurs en 1996.

## Résumé
L'ouvrage commence par une introduction revenant sur les circonstances qui ont présidé à son écriture, plusieurs années après le voyage, qui a eu lieu en 1996. Le livre se divise ensuite en chapitres relatant différents épisodes du voyage, en général marqués par des rencontres surprenantes avec des habitants de différentes régions de Patagonie et illustrés par les photographies de Daniel Mordzinski. Ces rencontres, et les conversations auxquelles elles donnent lieu, servent d'intermédiaires à des récits portant sur l'histoire et la société du pays depuis la fin du XIXe siècle, et à des réflexions de Luis Sepúlveda sur les méfaits et les conséquences absurdes du capitalisme dans la région. 
Un chapitre relate l'absurdité des démarches que doit effectuer Sepúlveda pour obtenir un billet de train pour la Patagonie à Buenos Aires dans le contexte de la privatisation des chemins de fer. Toujours à Buenos Aires, Sepúlveda et Mordzinski rencontrent un ivrogne qui s'avère avoir probablement trempé dans un attentat contre l'Asociación mutual israelita argentina le 18 juillet 1994.
Au cours du voyage vers El Maitén, les deux voyageurs rencontrent un homme voyageant seul et à pied dans une région désertique, en quête de bois pour fabriquer un violon. 
À San Carlos de Bariloche, Sepúlveda écoute un homme saoul, qui se dit le trisaïeul de David Crockett, lui raconter l'histoire de sa famille. 
Plus loin, les deux voyageurs rencontrent une vieille dame, Delia Rivera de Cossio, qui vit dans une maison entourée d'un jardin et d'un potager superbes au beau milieu d'un paysage balayé par le vent. Son histoire familiale est liée à la construction des chemins de fer et aux achats d'énormes superficies de terrain par des compagnies étrangères, auxquelles le terrain de sa maison a miraculeusement échappé. 
Non loin d'El Bolsón, les deux voyageurs entendent parler de Martin Sheffield, une célébrité locale dont la tombe se trouve là et qui les conduit à en apprendre plus sur la période où les cow boys et les figures de bandits ou plus ou moins bandits comme Butch Cassidy, María Ancapichún, Etta Place et Sundance Kid venaient agir ou se cacher en Patagonie. 
Lorsqu'ils veulent prendre le Patagonia Express, ils découvrent que la ligne a été privatisée depuis quelques jours pour le compte de quatre touristes texans alors qu'il s'agit du seul moyen de transport des populations de la région. Finalement, Sepúlveda et Mordzinski trouvent moyen de survoler le train par avion et d'en prendre malgré tout des photos. Par la suite, des machinistes remettent en état une ancienne locomotive et font malgré tout circuler un train où les deux voyageurs embarquent.
Arrivés à El Bolsón, les voyageurs rencontrent par hasard un petit vieil homme barbu que tout le monde appelle "Koquito le lutin". Sepúlveda et Mordzinski se renseignent alors à son sujet, puis le recroisent dans un restaurant où ils l'invitent à dîner, avant d'entendre encore parler de lui par un poète. Ils obtiennent ainsi plusieurs variantes de son histoire et des raisons de sa présence à El Bolsón, sans arriver pour autant à en obtenir une qui soit entièrement satisfaisante.
Quelque temps après, partant de Cholila en voiture, les voyageurs rencontrent sur leur route des gauchos cavaliers et s'arrêtent dans le ranch d'un nommé don Pascual, où ils reçoivent l'hospitalité des gauchos.
Ils parviennent enfin à la Terre de feu, à Punta Arenas, où ils visitent la salle d'un improbable cinéma ouvert plusieurs décennies plus tôt par Antonio Radonic Scarpa et José Böhr et encore habité par la fille du premier. Ils sortent faire du cheval dans un vaste espace sans savoir qu'il s'agit d'un champ de mine datant de la dictature militaire de Galtieri et ont rétrospectivement très peur. Punta Arenas est l'endroit où ont été filmés les tout premiers films tournés dans la région.

## Histoire éditoriale
En 2004, Luis Sepúlveda publie sous forme d'article ce qui devient ensuite l'un des chapitres du livre dans Le Monde diplomatique sous le titre « En Patagonie, à la recherche de Butch Cassidy et de Sundance Kid ».
Le livre paraît en Argentine aux Ediciones de la Flor. Il est publié en Espagne à Barcelone aux éditions Espasa. Il est traduit en français par Bertille Hausberg aux éditions Métailié, puis réédité au format poche chez Points.

## Accueil critique
Dans Le Figaro, Françoise Dargent donne une critique très favorable sur le livre, dont elle salue le « panache » et le « mordant » ; elle voit en Sepúlveda un « conteur embusqué derrière le voyageur » et apprécie la façon dont texte et photos saisissent « la singularité de cette terre, colonisée depuis des lustres, mais étonnamment fière ».
Dans la revue Caravelle, Marlène Lepoittevin indique que « ce voyage à la fois visuel, auditif et olfactif, transporte le lecteur, l’amenant à ressentir le moindre soubresaut produit par les rencontres qui viennent briser le silence et la solitude de la steppe patagonienne » et que l'auteur, en rassemblant ces récits, prend part à la lutte des gens de Patagonie confrontés dans le sang à la colonisation, aux nazis et aux privatisations.